# Gray Matter (Breaking Bad)
Gray Matter is de vijfde aflevering van het eerste seizoen van de televisieserie Breaking Bad. De aflevering werd voor het eerst uitgezonden in de Verenigde Staten op 24 februari 2008.

## Verhaal
Jesse probeert zijn drugsverleden te vergeten. Hij gaat op zoek naar een baan, maar merkt dat zonder ervaring en diploma je niet ver raakt. Hij begint daarom zelf drugs te maken, maar zijn product is kwalitatief veel minder dan de drugs die hij samen met Walter bereidde.
Walter gaat met zijn echtgenote Skyler naar het verjaardagsfeest van Elliott, een gewezen zakenpartner van hem. De twee mannen hadden een succesvol bedrijf, waarvan Elliott als enige de vruchten geplukt heeft. In zijn weelderig huis herkent Walter ook nog een andere oude bekende: Gretchen. Walter had vroeger gevoelens voor haar, maar ondertussen is ze getrouwd met Elliott.
Skyler vertelt aan Elliott dat Walter longkanker heeft. Elliott en Gretchen bieden hun financiële hulp aan, maar Walter weigert hun bijdrage. Skyler begint zich te storen aan zijn gedrag. Ze organiseert een familiebijeenkomst en biedt iedereen de kans aan om zijn of haar opgekropte gevoelens te uiten.

## Cast
- Bryan Cranston - Walter H. White
- Anna Gunn - Skyler White
- Aaron Paul - Jesse Pinkman
- Dean Norris - Hank Schrader
- Betsy Brandt - Marie Schrader
- RJ Mitte - Walter White Jr.
- Adam Godley - Elliott
- Jessica Hecht - Gretchen